# Prefecte de l'aigua
Prefecte de l'aigua (en llatí Praefectus aquarum) era el magistrat encarregat del manteniment i funcionament dels aqüeductes a l'antiga Roma.
Durant la república la feina la van fer ocasionalment els censors i habitualment els edils. August va establir l'ofici de curador (curator); els curadors (curatores) eren coneguts com a prefectes de l'aigua, amb considerable autoritat, acompanyats sempre de dos lictors, tres esclaus, un secretari, i altres funcionaris.
En temps de Nerva i Trajà un cos de 460 esclaus eren empleats permanentment a les ordes dels curatores o prefectes en la reparació dels aqüeductes; aquestos esclaus es dividien en públics (establerts per Marc Vipsani Agripa quan va ser edil) i cesaris (establerts per Claudi) i al seu torn estaven subdividits en villici, encarregats dels conductes, els castellari, encarregats dels castella (dins i fora de la ciutat), els circuitores que donaven voltes per examinar l'estat dels treballs i els treballadors; el silicarii, encarregats dels paviments de les conduccions; i els tectores, paletes dels aqüeductes en general. Tots aquests treballadors esclaus, i altres lliures eren en conjunt anomenats aquarii.